# Praha 1
Praha 1 představuje jádro hlavního města Prahy. Rozkládá se na cca 1,1 % území hlavního města. Prahu 1 (městskou část, správní obvod i městský obvod) tvoří celá katastrální území Staré Město a Josefov a části katastrálních území Hradčany, Malá Strana, Nové Město, Holešovice a Vinohrady. 
Městská část Praha 1 je jednotka místní samosprávy územně členěného statutárního města Prahy, která je spravována voleným zastupitelstvem, radou a úřadem městské části.
Správní obvod Praha 1 je území, na kterém vykonává městská část Praha 1 (jednotka územní samosprávy) určitý rozsah státní správy v přenesené působnosti.
Obvod Praha 1 je jednotka územního členění státu na podobné úrovni jako okres. Funguje na ní řada článků řízení z jiných než administrativně správních oblastí (např. Obvodní soud pro Prahu 1). Poprvé existoval v letech 1949–1960 jako jeden z 16 městských obvodů, podruhé byl v mírně odlišném vymezení ustaven zákonem o územním členění státu s účinností od 1. července 1960 jako jeden z 10 městských obvodů. Od roku 1990 byl předefinován jako území tvořené městskou částí Praha 1, ale hranice území se oproti obvodu z roku 1960 podstatně nezměnily.

## Městská část Praha 1

### Popis
Praha se člení na celkem 57 městských částí. Městské části poprvé stanovil s účinností od 24. listopadu 1990 dnes již zrušený zákon č. 418/1990 Sb., o hlavním městě Praze. Postavení a působnost městských částí v současné době upravuje zákon č. 131/2000 Sb., o hlavním městě Praze, zvláštní zákon a obecně závazná vyhláška č. 55/2000 Sb. hl. m. Prahy. Městská část je samostatný celek spravovaný voleným zastupitelstvem, radou a úřadem městské části. Stejně jako hlavní město Praha i každá městská část sama hospodaří s vlastním rozpočtem, který je sestavován individuálně dle potřeb dané městské části.
Rozkládá se v centru Prahy po obou březích Vltavy a zahrnuje většinu středověkého jádra města. Tvoří ji celá katastrální území Staré Město a Josefov, dále pak značná část katastrálních území Hradčany, Malá Strana a Nové Město, a nepatrné části katastrálních území Vinohrady a Holešovice.Většina Prahy 1 je zapsána jako součást světového kulturního dědictví UNESCO.
Na území Prahy 1 se nacházejí téměř všechny významné pražské turistické cíle jako Pražský hrad, Staroměstské náměstí, Karlův most nebo židovská čtvrť Josefov. Na Malé Straně sídlí parlament a vláda České republiky, zatímco hlavní budovy Univerzity Karlovy najdeme na Starém Městě. Zdejší nemovitosti patří k nejdražším ve městě[zdroj?] a zdejší adresy mají vysokou prestiž.[zdroj?]
- Staré Město: 129,03 ha
- Josefov: 8,81 ha
- Hradčany: 105 ha (část kromě pásu vymezeného ulicemi Myslbekova – Patočkova – Milady Horákové – Badeniho – Mariánské hradby – Jelení – Keplerova – Dlabačov, tedy mezi dvěma tramvajovými tratěmi)
- Malá Strana: 130 ha (část severně od ulice Vítězné a Hladové zdi)
- Nové Město: 175 ha (část severně od Jiráskova mostu a ulic Myslíkova, Lazarská, Žitná)
- Holešovice: 3 ha (část nábřeží a část šířky Vltavy mezi ul. U plovárny a Čechovým mostem, včetně kaple svaté Máří Magdaleny)
- Vinohrady: 2 ha (Státní opera Praha a Federální shromáždění)

### Seznam starostů
| Jméno              | Strana       | Začátek a konec v úřadu | Začátek a konec v úřadu | Volební období |
| ------------------ | ------------ | ----------------------- | ----------------------- | -------------- |
| Ivan Spěvák        |              |                         | 1994                    | 1990 – 1994    |
| Jan Bürgermeister  | ODS          | 1994                    | 2002                    | 1994 – 1998    |
| Jan Bürgermeister  | ODS          | 1994                    | 2002                    | 1998 – 2002    |
| Vladimír Vihan     | ODS          | 2002                    | 27. 11. 2006            | 2002 – 2006    |
| Petr Hejma         | ODS          | 24. 11. 2006            | 19. 11. 2009            | 2006 – 2010    |
| Filip Dvořák       | ODS          | 19. 11. 2009            | 30. 11. 2010            | 2006 – 2010    |
| Oldřich Lomecký    | TOP 09       | 30. 11. 2010            | 18. 11. 2018            | 2010 – 2014    |
| Oldřich Lomecký    | TOP 09       | 30. 11. 2010            | 18. 11. 2018            | 2014 – 2018    |
| Pavel Čižinský     | Praha 1 sobě | 18. 11. 2018            | 14. 1. 2020             | 2018 – 2022    |
| Petr Hejma         | STAN         | 14. 1. 2020             | 9. 11. 2022             | 2018 – 2022    |
| Terezie Radoměřská | TOP 09       | 9. 11. 2022             |                         | 2022 – 2026    |

### Zastupitelstvo
| Koalice (18)                                                                                     | Koalice (18)                                                  | Koalice (18)             | Opozice (17)                                              | Opozice (17) | Opozice (17)                                                                                     |
| HPP 11 · HPP 11 · HPP 11 · HPP 11 · HPP 11 · HPP 11 · HPP 11 · HPP 11 · HPP 11 · HPP 11 · HPP 11 | PRAHA 11 SOBĚ · PRAHA 11 SOBĚ · PRAHA 11 SOBĚ · PRAHA 11 SOBĚ | Piráti · Piráti · Piráti | ANO · ANO · ANO · ANO · ANO · ANO · ANO · ANO · ANO · ANO | Společně pro Prahu 11 - ODS a NK · Společně pro Prahu 11 - ODS a NK · Společně pro Prahu 11 - ODS a NK · Společně pro Prahu 11 - ODS a NK | TOP 09, Starostové a nezávislí · TOP 09, Starostové a nezávislí · TOP 09, Starostové a nezávislí |

## Správní obvod Praha 1
Městská část Praha 1 vykonává rozšířenou působnost státní správy pro své vlastní území a je tak již od svého vzniku jedním ze správních obvodů, jejichž počet se 1. července 2001 ustálil na 22.

## Obvod Praha 1

### V letech 1949–1960
Poprvé existoval obvod Praha 1 označený arabskou číslicí v rámci šestnáctiobvodového uspořádání Prahy v období 1. dubna 1949 – 30. června 1960 na základě vládního nařízení č. 79/1949 Sb. Tvořily jej Staré Město, Josefov, Malá Strana, část Hradčan a část Holešovic-Buben.
V předcházejícím římském číslování obvodů, zavedeným k 17. lednu 1923 na základě vládního nařízení č. 7/1923 Sb., mělo v centrální oblasti každé katastrální území vlastní číslo obvodu, byť šlo jen o formální obvody, protože obvody I. - VII. tvořily fakticky jediný volební a později i správní obvod. Nový obvod Praha 1 tak převzal číslo po Starém Městě (I.) a zcela nebo z větší části do sebe pojal i dosavadní obvody s čísly III. (Malá Strana), IV. (Hradčany) a V. (Josefov).
Městský obvod Praha 1 zahrnující centrální část města Prahy, poprvé existoval v letech 1949–1960 jako jeden z 16 městských obvodů, podruhé byl v mírně odlišném vymezení ustaven zákonem o územním členění státu s účinností od 1. července 1960 jako jeden z 10 městských obvodů. Od roku 1990 byl předefinován jako území tvořené městskou částí Praha 1, ale hranice území se oproti obvodu z roku 1960 podstatně nezměnily.

### Od roku 1960
Od 11. dubna 1960 zákon č. 36/1960 Sb. vymezil v Praze 10 obvodů. Jedním z nich je i obvod Praha 1, do nějž oproti období 1949–1960 připadla navíc i severní část Nového Města a odpadla část Malé Strany, která byla připojena k Praze 5.

## Partnerská města a regiony
- Nîmes, Francie
- Bamberg, Německo
- Trento, Itálie
- Ferrara, Itálie
- Monza, Itálie
- Orvieto, Itálie
- Sdružení měst a obcí Jesenicka, Česká republika
- městská část Bratislava-Staré Mesto, Slovensko
- městský obvod Vídeň 1 - Innere Stadt, Rakousko
- městský obvod Budapešť - Budávar, Maďarsko
- Rosh Ha'ayin, Izrael
- Batumi, Gruzie
- městská část Soul - Jongno, Jižní Korea
- městská část Peking - Chaoyang, Čína